# 温策·鲍拉日
温策·鲍拉日（匈牙利語：Vincze Balázs，1967年6月27日—），匈牙利男子水球运动员。他曾代表匈牙利参加1988年、1992年和1996年夏季奥林匹克运动会水球比赛，最好名次为1996年奥运会的第四名。